# Qiupalong
Qiupalong là một chi khủng long, được Xu et al. mô tả khoa học năm 2011.